# Douglas Y1B-7
El Douglas Y1B-7 fue un avión bombardero estadounidense de los años 30 del siglo XX. Fue el primer monoplano con la designación B- (Bombardero). El monoplano era más práctico y más económico que el biplano, y el Cuerpo Aéreo del Ejército de los Estados Unidos decidió experimentar con monoplanos por esta razón. En el momento en que el XB-7 fue ordenado, estaba siendo probado por la Douglas Aircraft Company como avión de observación.

## Diseño y desarrollo
En 1929-30, la Douglas Aircraft Company diseñó un nuevo avión monoplano y bimotor de observación para competir con el Fokker XO-27, del que habían sido ordenados dos prototipos por el Cuerpo Aéreo del Ejército de los Estados Unidos en julio de 1929. Douglas temía que el avanzado Fokker podría hacer peligrar el papel que la firma tenía como principal suministrador de aviones de observación del Cuerpo Aéreo. Las propuestas de Douglas resultaron en una orden del 26 de marzo de 1930, por dos prototipos por parte del Cuerpo Aéreo, los XO-35 y XO-36. Los aviones solo se diferenciaban en los motores, estando el XO-35 equipado con motores Curtiss V-1570-29 Conqueror con caja reductora, mientras que el XO-36 montaba los V-1570-23 de transmisión directa, ambos con una potencia de 450 kW (600 hp).
El diseño de Douglas tenía alas de gaviota montadas en la parte superior del fuselaje, con los motores suspendidos bajo las alas en góndolas aerodinámicas, por medio de soportes arriostrados. Se le dotó de rueda de cola retráctil, y las ruedas principales se retraían en las góndolas de los motores. El fuselaje era una estructura semi-monocasco con recubrimiento de duraluminio, donde se alojaba la tripulación de cuatro miembros: un observador/artillero en el morro, un piloto cuya cabina estaba situada por delante del borde de ataque del ala, un artillero superior que se sentaba en una cabina en la parte trasera del ala, y un operador de radio ubicado en el interior de dicho fuselaje. El armamento consistía en dos ametralladoras del calibre .30 in (7,62 mm).
Las prestaciones proyectadas de los nuevos aviones bimotores de Douglas y Fokker eran mucho mayores que las de los biplanos Keystone (los Keystone B-3, B-4, B-5 y B-6) que equipaban los escuadrones de bombardeo ligero del Cuerpo Aéreo, y tanto a Fokker como a Douglas se les ordenó completar uno de los prototipos como un bombardero, siendo el XO-36 designado como XB-7, con la provisión de cargar hasta 1200 lb (540 kg) de bombas en soportes añadidos bajo el fuselaje.
El XO-36 realizó su primer vuelo en la factoría de Douglas en Santa Mónica, California, en la primavera de 1931. El 22 de agosto de ese año, el Cuerpo Aéreo ordenó un pequeño lote de aviones de pruebas de servicio, que consistió en siete bombarderos Y1B-7 y cinco aviones de observación Y1O-35. Diferían de los prototipos en el recubrimiento liso del fuselaje (en vez del corrugado), y que dicho fuselaje fue alargado 11 pulgadas (280 mm), para ajustar el centro de gravedad del avión. Se les dotó de un sistema de alimentación revisado, con más capacidad de combustible para conseguir las dos horas de autonomía especificadas por el Cuerpo Aéreo. También fueron montados motores Conqueror más potentes, usando todos los aviones las cajas reductoras montadas en el XO-35.

## Historia operacional
El XO-35 fue entregado al Cuerpo Aéreo el 24 de octubre de 1931, en su centro de pruebas en Wright Field, Ohio, siendo seguido por el XB-7 en julio de 1932. Los doce aviones de pruebas de servicio fueron completados entre noviembre de 1932 y marzo de 1933. Los Y1B-7 equiparon a los escuadrones de Bombardeo 11 y 31 en March Field, California, mientras que los Y1O-35 fueron repartidos entre varios Escuadrones, incluido el Escuadrón de Observación 88 en Brooks Field, Texas. Un uso notable del Y1B-7 fue durante unas maniobras en mayo de 1933 en Fort Knox, donde fue capaz de eludir cazas biplanos como el Boeing P-12, demostrando que el Cuerpo Aéreo necesitaba cazas más modernos.
A pesar de las superiores prestaciones del avión sobre los envejecidos biplanos Keystone, el monoplano Douglas nunca se produjo en masa para los cometidos de observación o bombardeo, porque aviones más nuevos y capaces, como el Martin B-10, estaban bajo desarrollo, mientras que un cambio en la política del Cuerpo Aéreo hizo que no se interesase más en comprar aviones de observación bimotores.
En febrero de 1934, el presidente Franklin D. Roosevelt canceló todos los contratos de correo aéreo debido a un escándalo relacionado con la concesión de los mismos, iniciando el Acta de Emergencia del Correo Aéreo, por la que el Cuerpo Aéreo fue encargado de transportar el correo hasta que fuesen concedidos los nuevos contratos. Los O-35 y B-7 fueron considerados algunos de los aviones menos inadecuados del Cuerpo Aéreo para desempeñar del papel de correo aéreo, así que, en febrero de 1934, los seis Y1B-7 restantes y los cinco Y1O-35, junto con el XO-35, fueron asignados a rutas de correo aéreo del oeste de los Estados Unidos, que incluían operaciones sobre las Montañas Rocosas, la Cordillera de las Cascadas y Sierra Nevada. Para cuando las operaciones de transporte de correo aéreo en las que estuvo envuelto el Cuerpo Aéreo finalizaron en junio de 1934, los doce O-35 y B-7 habían volado 1412 horas, mientras que cuatro de los B-7 se habían perdido en accidentes. Los últimos O-35 y B-7 fueron retirados del servicio en diciembre de 1938.

## Variantes
XO-35
Prototipo de avión de observación bimotor. Dos motores Curtiss V-1570-29 con caja reductora de 450 kW (600 hp) y hélices tripala. Uno construido.
Y1O-35
Lote de aviones de observación de pruebas de servicio, con motores V-1570-39 de 480 kW (650 hp) o V-1570-53 de 503 kW (675 hp). Cinco construidos.
XO-36
Prototipo de avión de observación bimotor. Dos motores Curtiss V-1570-23 con transmisión directa de 450 kW (600 hp) y hélices bipala. Redesignado XB-7. Uno construido.
XB-7
Prototipo de bombardero ligero, con dos motores V-1570-23 de 600 hp, transmisión directa y hélices bipala. Redesignación del XO-36.
Y1B-7
Lote de bombarderos de pruebas de servicio, con motores V-1570-33 de 480 kW (650 hp) o V-1570-53 de 675 hp. Siete construidos.

## Operadores
Estados Unidos
- Cuerpo Aéreo del Ejército de los Estados Unidos

## Especificaciones (Y1B-7)
Referencia datos: McDonnell Douglas Aircraft since 1920

### Características generales
- Tripulación: Cuatro (observador/artillero, piloto, artillero y operador de radio)
- Longitud: 14 m (45,9 ft)
- Envergadura: 19,8 m (65 ft)
- Altura: 3,5 m (11,6 ft)
- Superficie alar: 57,7 m² (621,2 ft²)
- Peso vacío: 2509 kg (5529,8 lb)
- Peso cargado: 4524 kg (9970,9 lb)
- Peso máximo al despegue: 2261 kg (4983,2 lb)
- Planta motriz: 2× motor lineal V-12 de refrigeración por líquido Curtiss V-1570-53.
  - Potencia: 503 kW (693 HP; 684 CV) cada uno.

### Rendimiento
- Velocidad máxima operativa (Vno): 293 km/h (182 MPH; 158 kt)
- Velocidad crucero (Vc): 254 km/h (158 MPH; 137 kt)
- Alcance: 662 km (357 nmi; 411 mi)
- Alcance en ferry: 1018 m (3340 ft)
- Techo de vuelo: 6200 m (20 341 ft)

### Armamento
- Ametralladoras: 

  - 2 x Browning M1919 de 7,62 mm
- Bombas: 544 kg de bombas bajo el fuselaje

## Aeronaves relacionadas

### Aeronaves similares
- Fokker XO-27

### Secuencias de designación
- Secuencia O-_ (Aviones de Observación del USAAC/USAAF, 1924-1942): ← O-32 - O-33 - O-34 - O-35 - O-36 - O-37 - O-38 - O-39 →
- Secuencia B-_ (Bombarderos del USAAC/USAAF/USAF, 1926-1962): ← B-4 - B-5 - B-6 - B-7 - B-8 - B-9 - B-10 →